# Jikkyō Powerful Pro Yakyū 12
Jikkyō Powerful Pro Yakyū 12 (実況パワフルプロ野球12?) es un videojuego de béisbol para PlayStation 2 y Nintendo GameCube publicado por Konami en julio de 2005, exclusivamente en Japón. Es el duodécimo juego de la serie Jikkyō Powerful Pro Yakyū, el sexto para la consola de Sony y el último para la de Nintendo.
- Datos: Q11452774